# Саги о викингах
«Саги о викингах» (англ. The Viking Sagas) — историко-приключенческий художественный фильм 1995 года совместного производства США и Исландии, снятый режиссёром Майклом Чэпменом.
Премьера фильма состоялась в Германии в октябре 1995 года, а в США — в сентябре 1997 года. В российском прокате известен также под названием «Месть викинга».

## Сюжет
Кьяртан — сын вождя-хёвдинга. Знатный викинг Кетиль, пожелавший сам стать хёвдингом вопреки установленным традициям, предательски убивает его отца, и Кьяртан вынужден скрываться. Ему удаётся разыскать друга юности своего отца, храброго викинга Гуннара, который помогает ему осуществить месть. С этой целью Гуннар, опытный воин, обучает Кьяртана известным ему приёмам боя. На народном собрании — тинге — Кьяртан публично обвиняет Кетиля в совершенных им преступлениях…

## В ролях
- Главные роли
  - Ральф Мёллер — Кьяртан
  - Ингибьёрг Стефаунсдоуттир — Гудрун
  - Свен-Оле Торсен — Гуннар
  - Борир Ваасфьорд — Болли
  - Хинрик Олафсон — Кетиль
- Другие роли
  - Мэгнус Джонссон — Эйрик
  - Раймунд Хармсторф — Вальгард
  - Магнус Олафсон — Бьёрн
  - Бриндис Петурсдоттир — Хельга
  - Джойна Джонос — Кристина

## Другие названия
- The Viking Sagas
- Месть викинга
- El plan de los vikingos
- O desafio de um Guerreiro
- Другое: The Icelandic Sagas